# Never Stop (album de The Bad Plus)
Albums de The Bad Plus
For All I Care
(2008) Made Possible
(2012)
Never Stop est un album de The Bad Plus sorti le 14 septembre 2010. C'est le premier album du groupe constitué uniquement de compositions originales.

## Titres
1. "The Radio Tower Has a Beating Heart" (David King) – 5:44
2. "Never Stop" (Reid Anderson) – 3:51
3. "You Are" (Anderson) – 7:10
4. "My Friend Metatron" (King) – 4:23
5. "People Like You" (Anderson) – 9:15
6. "Beryl Loves to Dance" (Anderson) – 4:00
7. "Snowball" (Anderson) – 7:41
8. "2 P.M." (Ethan Iverson) – 4:41
9. "Bill Hickman at Home" (Iverson) – 9:08
10. "Super America" (King) – 2:27